# Tridesmus guilatreus
Tridesmus guilatreus är en mångfotingart som beskrevs av Ralph Vary Chamberlin 1950. Tridesmus guilatreus ingår i släktet Tridesmus och familjen fingerdubbelfotingar. Inga underarter finns listade i Catalogue of Life.